# مؤسسة مراقبة الإنترنت
مؤسسة مراقبة الإنترنت (IWF) هي مؤسسة خيرية مسجلة مقرها في كامبريدجشير، إنجلترا. وتنص على أن اختصاصها هو «تقليل توفر محتوى الاعتداء الجنسي عبر الإنترنت، وتحديداً صور ومقاطع الفيديو الخاصة بالاعتداء الجنسي على الأطفال التي يتم استضافتها في أي مكان في العالم وصور الاعتداء الجنسي على الأطفال غير المصورة التي يتم استضافتها في المملكة المتحدة.» تمت إزالة المحتوى الذي يحرض على الكراهية العنصرية من اختصاص IWF بعد إنشاء موقع ويب للشرطة لهذا الغرض في أبريل 2011. اعتاد IWF أيضًا على تلقي تقارير عن محتوى بالغ فاحش إجراميًا مستضافًا في المملكة المتحدة. تمت إزالة هذا من اختصاص IWF في عام 2017. وكجزء من وظيفته، يقول IWF أنه «سيوفر للشركاء قائمة عناوين URL دقيقة وحالية لتمكين حظر محتوى الاعتداء الجنسي على الأطفال». لديها «خدمة إبلاغ الخط الساخن الوطنية الممتازة والمتجاوبة» لتلقي التقارير من الجمهور. بالإضافة إلى تلقي الإحالات من الجمهور ، يقوم وكلاؤه أيضًا بالبحث بشكل استباقي في شبكة الويب المفتوحة وشبكة الويب العميقة للتعرف على صور ومقاطع الفيديو الخاصة بالاعتداء الجنسي على الأطفال. يمكن بعد ذلك مطالبة مزودي الخدمة بإزالة المواقع التي تحتوي على الصور أو حظرها إذا كانت تقع خارج الولاية القضائية للمملكة المتحدة.

## تاريخ
في عام 1996، أبلغت شرطة العاصمة اتحاد مزودي خدمة الإنترنت (ISPA) أن بعض محتويات مجموعات الأخبار التي ينقلها موفرو خدمة الإنترنت في المملكة المتحدة (ISPs) كانت صورًا غير لائقة للأطفال. اعتقدت الشرطة أن هذا قد يشكل جريمة نشر بموجب قانون حماية الأطفال لعام 1978 (إنجلترا وويلز) من قبل مقدمي خدمات الإنترنت. ثم بُذلت جهود لإيجاد طريقة لمكافحة استضافة مثل هذا المحتوى في المملكة المتحدة مع حماية صناعة الإنترنت من التعرض للمساءلة الجنائية عن توفير الوصول إلى المحتوى، بعد المناقشات بين وزارة التجارة والصناعة السابقة (DTI)، ووزارة الداخلية، وشرطة العاصمة، وبعض مزودي خدمات الإنترنت ومؤسسة شبكة الأمان (التي شكلتها مؤسسة Dawe Charitable Trust)، تم إنشاء اتفاقية R3 Safety Net بشأن التصنيف والإبلاغ والمسؤولية بواسطة ISPA و London Internet Exchange (LINX) و Safety Net Foundation. تمثلت إحدى النتائج الرئيسية للاتفاقية في تشكيل مؤسسة مراقبة الإنترنت (IWF)، تم إنشاء IWF لأداء دور مستقل في تلقي وتقييم وتتبع الشكاوى العامة حول محتوى الاعتداء الجنسي على الأطفال على الإنترنت ولدعم تطوير أنظمة تصنيف مواقع الويب. منذ تأسيسنا في عام 1996، كنا ندير خدمة الخط الساخن للجمهور للإبلاغ عن المحتوى الإجرامي المحتمل ونصدر «إشعارات إزالة» لمزودي خدمة الإنترنت في المملكة المتحدة بالشراكة مع الشرطة حتى يتمكنوا من إزالة المحتوى، تم إطلاق الخط الساخن رسميًا في ديسمبر 1996 لمكافحة صور الاعتداء الجنسي على الأطفال والمحتوى الفاحش الإجرامي للبالغين المستضاف في المملكة المتحدة. منذ ذلك الحين، نعمل باستمرار على تحسين ممارساتنا وتطوير خدمات فريدة لصناعة الإنترنت لمساعدتهم على جعل خدماتهم أكثر أمانًا لمستخدميهم.

## الموقع
يقدم موقع IWF على الإنترنت طريقة معتمدة من الحكومة على شبكة الإنترنت للإبلاغ عن محتوى مشبوه على الإنترنت ويظل العملية الوحيدة من هذا القبيل في المملكة المتحدة. تعمل كهيئة ذات صلة وفقًا لمذكرة التفاهم (MOU)  المتعلقة بالمادة 46 من قانون الجرائم الجنسية لعام 2003 (مما يعني أن محلليها لن تتم مقاضاتهم بسبب النظر في محتوى غير قانوني في سياق واجباتهم). يمكن تقديم التقارير بشكل مجهول. وفقًا لـ IWF MOU ، «إذا تمت استضافة محتوى غير قانوني في المملكة المتحدة، فستعمل IWF مع مزود الخدمة ذي الصلة ووكالة الشرطة البريطانية لإزالة المحتوى والمساعدة عند الضرورة في جعل الجاني (الجناة) مسؤولاً عن التوزيع تم اكتشاف المحتوى المخالف». يتضمن المحتوى غير القانوني المحتمل ما يلي:
صور غير لائقة للأطفال دون سن 18 يتم استضافتها في أي مكان في العالم؛
```
تمت إزالة المنطقة التالية من اختصاص IWF في عام 2017: محتوى فاحش جنائيًا مستضافًا في المملكة المتحدة، أو في أي مكان في العالم إذا تم تحميله من قبل شخص ما في المملكة المتحدة (بموجب قوانين المنشورات الفاحشة)؛ 
[
13
]
```

ومع ذلك، فإن موقع IWF بأكمله تقريبًا يهتم بالصور المشتبه بها للاعتداء الجنسي على الأطفال مع القليل من الإشارة إلى المواد الفاحشة الجنائية الأخرى، أيضًا ضمن اختصاصهم. تم حظر الصور التي حكم عليها IWF باستخدام قانون المملكة المتحدة على أنها صور للاعتداء الجنسي على الأطفال.
ادعت الحكومة أنها ستتعامل أيضًا مع صور «المواد الإباحية المتطرفة» للبالغين،  والتي أصبحت غير قانونية بالنسبة للأشخاص في المملكة المتحدة في 26 يناير 2009. لم يعد هذا جزءًا من اختصاص IWF منذ عام 2017. ويتضمن IWF «المواد الإباحية المتطرفة» كمثال ضمن«محتوى فاحش إجراميًا»، مما يعني أنهم سيبلغون عن مواد مستضافة في المملكة المتحدة، أو تم تحميلها بواسطة شخص ما في المملكة المتحدة، ولكن فيما يتعلق بحظر المواقع«بهذه الفئات، فإن اختصاصنا سيذهب فقط إلى حد إحالة المواقع المستضافة في المملكة المتحدة إلى السلطات المختصة».
ينص IWF على أنه يعمل بالشراكة مع إدارات حكومة المملكة المتحدة مثل وزارة الداخلية و DCMS للتأثير على المبادرات والبرامج التي تم تطويرها لمكافحة إساءة الاستخدام عبر الإنترنت.
يتم تمويلها من قبل الاتحاد الأوروبي والصناعة عبر الإنترنت. وهذا يشمل مزودي خدمة الإنترنت ومشغلي ومصنعي الهواتف المحمولة ومقدمي خدمات المحتوى وشركات الاتصالات والفلترة وموفري البحث والقطاع المالي بالإضافة إلى المنظمات الممتازة وغيرها من المنظمات التي تدعم IWF لأسباب تتعلق بالمسؤولية الاجتماعية للشركات.
من خلال نظام الإبلاغ «الخط الساخن»، تساعد المنظمة مزودي خدمات الإنترنت على مكافحة إساءة استخدام خدماتهم من خلال خدمة «إشعار وإنهاء» من خلال تنبيههم إلى أي محتوى غير قانوني محتمل ضمن اختصاصهم على أنظمتهم ودعوة الشرطة في الوقت نفسه للتحقيق مع الناشر.

## إدارة
تم تعيين سوزي هارجريفز في منصب الرئيس التنفيذي في سبتمبر 2011
تم تعيين أندرو بوديفات رئيسًا في يناير 2018.
يتكون فريق القيادة العليا في IWF من:
- فريد لانجفورد، نائب الرئيس التنفيذي والمدير الفني الرئيسي؛
- هايدي كيمبستر، الرئيس التنفيذي للعمليات؛
- إيما هاردي، مديرة الاتصالات،
- إيما دوغلاس، مدير التطوير.

الجوانب العابرة للحدود
يقوم IWF بتمرير إشعارات الصور ومقاطع الفيديو المشتبه بها للاعتداء الجنسي على الأطفال من خلال شبكة INHOPE للخطوط الساخنة في جميع أنحاء العالم، كلما تم تتبع المحتوى إلى بلد INHOPE. في حالة عدم وجود خط ساخن INHOPE ، تعمل IWF مع هيئة الشرطة ذات الصلة في ذلك البلد.
في السابق، قام IWF بتمرير إخطارات بشأن المواد الإباحية المشتبه بها للأطفال والتي تمت استضافتها على خوادم خارج المملكة المتحدة إلى دائرة الاستخبارات الجنائية الوطنية في المملكة المتحدة والتي بدورها تحيلها إلى الإنتربول أو سلطة الشرطة الأجنبية ذات الصلة وهي تعمل الآن مع وكالة الجريمة المنظمة الخطيرة بدلاً من ذلك. ومع ذلك، لا يمرر IWF إخطارات لأنواع أخرى من المحتوى غير القانوني المحتمل استضافته خارج المملكة المتحدة.